# 西山町 (瀬戸市)
西山町（にしやまちょう）は、愛知県瀬戸市效範連区の町名。現行行政地名は西山町1丁目と2丁目。

## 地理
瀬戸市の西端に位置する。西を尾張旭市東栄町・根の鼻町・旭台、北を東山町、東を南山町、南を川北町・尾張旭市三郷町と隣接している。

### 河川
- 旭境川（瀬戸川支流） ： 町の西端、尾張旭市との境を南流している。
- 愛知用水 ： 1丁目の南部を南流している。

- 旭境川（西山町内）
- 愛知用水（西山町内）

### 学区
市立小・中学校に通う場合、学区は以下の通りとなる。また、公立高等学校普通科に通う場合の学区は以下の通りとなる。
| 町丁・丁目  | 番・番地等 | 小学校             | 中学校             | 高等学校 |
| ----------- | ---------- | ------------------ | ------------------ | -------- |
| 西山町1丁目 | 全域       | 瀬戸市立效範小学校 | 瀬戸市立南山中学校 | 尾張学区 |
| 西山町2丁目 | 全域       | 瀬戸市立效範小学校 | 瀬戸市立南山中学校 | 尾張学区 |

なお、西山町全域において特定区域における校区外通学が認められており、申請をすれば瀬戸市立東山小学校への進学も可能である。

## 歴史

### 町名の由来
この辺りは、旧今村字浦山と呼ばれていた。町名設定の際、浦山地区を三分割し、西方に当たるこの地を西山町としたと推察される。

### 沿革
- 1943年（昭和18年）8月9日 - 瀬戸市大字今字浦山の一部により、同市西山町として成立[2]。
- 1966年（昭和41年）3月10日 - 1丁目を設置[12]。1丁目に横山町の一部を編入する[12]。
- 1968年（昭和43年）4月15日 - 2丁目を設置[13]。1丁目に南山町・横山町の各一部を編入する[13]。また、町域の一部が東山町1丁目となる[13]。

## 世帯数と人口
2024年（令和6年）1月1日現在の世帯数と人口は以下の通りである。
| 町丁・丁目  | 世帯数  | 人口    |
| ----------- | ------- | ------- |
| 西山町1丁目 | 289世帯 | 596人   |
| 西山町2丁目 | 420世帯 | 928人   |
| 計          | 709世帯 | 1,524人 |

### 人口の変遷
国勢調査による人口の推移
| 1995年（平成7年）  | 1,504人 | [ 14 ] |  |
| 2000年（平成12年） | 1,687人 | [ 15 ] |  |
| 2005年（平成17年） | 1,687人 | [ 16 ] |  |
| 2010年（平成22年） | 1,566人 | [ 17 ] |  |
| 2015年（平成27年） | 1,516人 | [ 18 ] |  |
| 2020年（令和2年）  | 1,498人 | [ 19 ] |  |

### 世帯数の変遷
国勢調査による世帯数の推移。
| 1995年（平成7年）  | 449世帯 | [ 14 ] |  |
| 2000年（平成12年） | 525世帯 | [ 15 ] |  |
| 2005年（平成17年） | 555世帯 | [ 16 ] |  |
| 2010年（平成22年） | 573世帯 | [ 17 ] |  |
| 2015年（平成27年） | 565世帯 | [ 18 ] |  |
| 2020年（令和2年）  | 597世帯 | [ 19 ] |  |

## 交通

### 鉄道
町内に鉄道は走っていない。最寄り駅は名鉄瀬戸線三郷駅になる。

### バス
瀬戸市コミュニティバス「こうはん線」
- イオン瀬戸みずの店 - 東山町 - 陶生病院 系統 ： 西山町北バス停・西山町南バス停・西山町1丁目バス停

- 西山町北バス停
- 西山町南バス停
- 西山町1丁目バス停

### 道路
町内に国道・県道は通っていない。

## 施設
- 高齢者総合福祉施設ウィローふたば ： 1997年（平成9年）5月に設立[20]。介護に関する総合的なサービスを提供しており、瀬戸市から地域包括センター事業などを委託されている[20]。運営は、社会福祉法人ふたば福祉会[20]。
- 西山児童遊園 ： 1丁目の東部にある公園。ブランコ・すべり台・ジャングルジム・雲梯があり、敷地内に西山町児童館がある。
- 西山広場 ： 1丁目の南部にある広場。遊具等はなく、一時避難場所となっている[21]。
- 西山町2丁目1ちびっこ広場 ： 2丁目の北東部にある小さな公園。ブランコ・すべり台・雲梯がある。
- 西山町2丁目IIちびっこ広場 ： 2丁目の北部にある小さな公園。ブランコ・すべり台・鉄棒がある。
- 西山町2丁目IIIちびっこ広場 ： 2丁目の南東部にある小さな公園。コンビネーション遊具がある。

- 高齢者総合福祉施設ウィローふたば
- 西山児童遊園
- 西山広場
- 西山町2丁目1ちびっこ広場
- 西山町2丁目IIちびっこ広場
- 西山町2丁目IIIちびっこ広場

## その他

### 日本郵便
- 郵便番号 ： 489-0987[6]（集配局：瀬戸郵便局[22]）。